# Memoriał Josefa Odložila 2012
Memoriał Josefa Odložila 2012 – międzynarodowy mityng lekkoatletyczny, który odbywał się 11 czerwca 2012 na Stadionie imienia Evžena Rošickiego w Pradze. Zawody znalazły się w kalendarzu European Athletics Outdoor Premium Meetings w związku z czym należą do grona najważniejszych mityngów organizowanych w Europie pod egidę Europejskiego Stowarzyszenia Lekkoatletycznego.

## Rezultaty

### Mężczyźni
| Konkurencja:               | 1. miejsce       | Rezultat | 2. miejsce            | Rezultat | 3. miejsce        | Rezultat |
| Bieg na 100 m              | Simon Magakwe    | 10,22    | Peter Emelieze        | 10,34    | Tyrone Edgar      | 10,37    |
| Bieg na 1500 m             | Teshome Dirirsa  | 3:34,55  | Benson Seurei         | 3:35,28  | Juan Van Deventer | 3:35,52  |
| Bieg na 110 m przez płotki | Tyron Akins      | 13,41    | Balázs Baji           | 13,51    | Artur Noga        | 13,52    |
| Bieg na 400 m przez płotki | Kurt Couto       | 49,02 NR | Justin Gaymon         | 49,03    | Nathan Woodward   | 49,42    |
| Sztafeta 4 × 100 m         | Korea Południowa | 39,47    | Czechy                | 39,54    | Czechy            | 41,69    |
| Skok wzwyż                 | Jaroslav Bába    | 2,28     | Konstandinos Baniotis | 2,25     | Siergiej Mudrow   | 2,20     |
| Trójskok                   | Issam Nima       | 16,89    | Dimitris Tsiamis      | 16,75    | Alaksiej Capik    | 16,67    |
| Pchnięcie kulą             | Antonín Žalský   | 20,38    | Ladislav Prášil       | 19,83    | Lajos Kürthy      | 19,81    |

### Kobiety
| Konkurencja:                  | 1. miejsce                                                                      | Rezultat | 2. miejsce                                                            | Rezultat | 3. miejsce                                          | Rezultat |
| Bieg na 200 m                 | Anyika Onuora                                                                   | 23,21    | Joice Maduaka                                                         | 23,56    | Tsholofelo Thipe                                    | 23,60    |
| Bieg na 3000 m z przeszkodami | Etenesh Diro                                                                    | 9:40,00  | Birtukan Adamu                                                        | 9;46,13  | Purity Kirui                                        | 9:53,25  |
| Bieg na 400 m przez płotki    | Zuzana Hejnová                                                                  | 54,43    | Wanja Stambołowa                                                      | 54,72    | Natalja Antiuch                                     | 55,34    |
| Sztafeta 4 × 100 m            | Polska · Marika Popowicz · Daria Korczyńska · Dorota Jędrusińska · Martyna Opoń | 44,04    | Belgia · Olivia Borlée · Hanna Mariën · Élodie Ouédraogo · Anne Zagré | 44,23    | Czechy · Seidlová · Krňoulová · Domská · Černochová | 46,20    |
| Skok o tyczce                 | Silke Spiegelburg                                                               | 4,76     | Jiřina Ptáčníková                                                     | 4,72     | Kristina Gadschiew                                  | 4,56     |
| Rzut dyskiem                  | Jekatierina Strokowa                                                            | 60,21    | Wioletta Potępa                                                       | 59,44    | Tamara Apostolico                                   | 58,35    |
| Rzut oszczepem                | Barbora Špotáková                                                               | 65,88    | Līna Mūze                                                             | 60,06    | Xénia Nagy                                          | 55,05    |

## Rekordy
Podczas mityngu ustanowiono 2 krajowe rekordy w kategorii seniorów:
| Zawodnik               | Reprezentacja | Konkurencja                     | Rezultat |
| ---------------------- | ------------- | ------------------------------- | -------- |
| Qais Salim Al-Mahrooqi | Oman          | bieg na 1500 metrów             | 3:48,92  |
| Kurt Cuoto             | Mozambik      | bieg na 400 metrów przez płotki | 49,02    |